# Myotis levis
Myotis levis är en fladdermusart som först beskrevs av I. Geoffroy 1824.  Myotis levis ingår i släktet Myotis och familjen läderlappar. IUCN kategoriserar arten globalt som livskraftig. Inga underarter finns listade i Catalogue of Life. Wilson & Reeder (2005) skiljer mellan två underarter.
Denna fladdermus förekommer i sydöstra Brasilien, Uruguay, nordöstra Argentina och kanske östra Paraguay. Arten vilar i olika gömställen och jagar främst insekter. Det är inte känt vilket habitat Myotis levis föredrar.